# 歌川一豊
歌川 一豊（うたがわ いちとよ、生没年不詳）は、江戸時代から明治時代にかけての浮世絵師。

## 来歴
歌川芳艶の門人。初名は艶豊（つやとよ）、一耀斎と号す。作画期は文久から明治にかけてとされる。慶応3年（1867年）刊行の『くまなき影』によれば、神田に住み八百屋を営んでいたので「市場豊」（いちばとよ）と呼ばれた。芳艶の門人となり、はじめ艶豊と名乗って絵を描くようになった。重い疱瘡に罹って面相が鬼のようになってしまったが、その志は仏のようだったので或る人が「鬼仏」（きぶつ）という号を贈ったという。『浮世絵師伝』は俗称を「豊後」とし、初名を「艶春」とするが艶豊が正しい。作は東京雑司ヶ谷鬼子母神に、「一耀斎艶豊」と落款した絵馬が知られる。

## 作品
- 「坂田金時元服図」　板地著色、絵馬1面　縦66.5x横90.0x奥行2.6cm　雑司ヶ谷鬼子母神（法明寺）所蔵　※画中に「大願成就　神田竪大工町　西川吉兵衛」、款記「一耀齋艶豊畫」・ 「いちば」の朱文方印[1]